# Gustl Weishappel

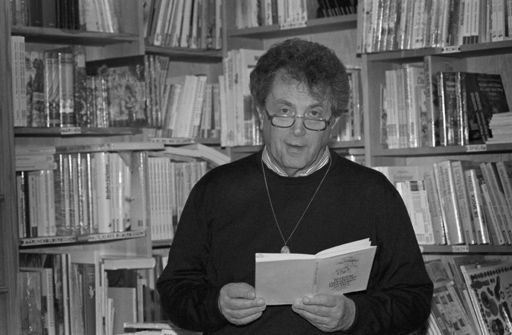
Gustl Weishappel bei einer Lesung (1992)

Gustl Weishappel (* 27. Mai 1925 in Graz; † 21. April 2008 in Gräfelfing) war ein aus Österreich stammender Hörfunkmoderator und Schauspieler, der in Deutschland tätig war.

## Leben
Weishappel war nach Kriegsende zunächst als Schauspieler tätig. 1955 kam er zum Bayerischen Rundfunk (BR) und arbeitete dort im Bereich Unterhaltung und im Schulfunk als Sprecher, Moderator, Regisseur und Darsteller. Zu Beginn der 1960er-Jahre übernahm er im Programm Bayern 1 die Moderation der frühmorgendlichen Sendung Musikjournal, der er über 34 Jahre hinweg seine Stimme gab. Legendär wurde die Bekanntgabe der aktuellen Temperatur nach einem „Blick aufs Fensterbankl“. Die Angabe der aktuellen Temperatur war seinerzeit innovativ. Nach der altersbedingten Aufgabe der Sendung 1995 arbeitete er weiterhin für den BR als Sprecher. Er wirkte unter anderem auch in den Hörspielen Literatur (1958), Ludus de nato Infante mirificus (1971), Die Bernauerin (1980) oder Pater Brown (1993) mit und synchronisierte 1992 den Uhu im Zeichentrickfilm Das kleine Gespenst.
Neben seiner Tätigkeit im Hörfunk war Weishappel in zahlreichen Fernseh- und Filmrollen zu sehen – oft auch in einer der in München spielenden Krimiserien. So war er 1987 als  Kriminalhauptmeister Wislitschek in der Münchner Tatortfolge Pension Tosca oder die Sterne lügen nicht an der Seite seines Schauspielerkollegen Hans Brenner ermittlerisch tätig. Unter anderem spielte er auch den Lehrer in Meister Eder und sein Pumuckl.
Gustl Weishappel starb im Alter von 82 Jahren und wurde auf dem Friedhof seines Wohnortes Gräfelfing im Landkreis München zu Grabe getragen.

## Filmografie (Auswahl)
- 1957: Zwischen Himmel und Meer (TV)
- 1957: Einmal eine große Dame sein
- 1957: Der Graf von Luxemburg
- 1958: Mein Mädchen ist ein Postillion
- 1959: Rommel ruft Kairo
- 1959: Johanna aus Lothringen (TV)
- 1959: Wenn das mein großer Bruder wüßte
- 1959: Ein Sommer, den man nie vergißt
- 1960: Schatten der Helden (TV)
- 1960: Das Kamel geht durch das Nadelöhr (TV)
- 1960: Philomena Marturano (TV)
- 1961: Die holde Kunst – Szenen um Lieder von Franz Schubert (TV)
- 1962: Bubusch (Fernsehfilm)
- 1964: Die fünfte Kolonne – Schattenspiel (TV-Serie)
- 1965: Kommissar Freytag – Einkauf nach Mitternacht (TV-Serie)
- 1965: Das Kriminalmuseum – Der Koffer (TV-Serie)
- 1965: Das Kriminalmuseum – Die Ansichtskarte (TV-Serie)
- 1966: Familie Schimek (TV)
- 1967: Das Kriminalmuseum – Die Kamera (TV-Serie)
- 1967: Kurzer Prozeß
- 1967: Das Attentat – Der Tod des Engelbert Dollfuß (TV)
- 1968: Die Schlacht bei Lobositz (TV)
- 1969: Ein Dorf ohne Männer (TV)
- 1971: Der Kommissar – (Folge 35: Lisa Bassenges Mörder) (TV-Serie)
- 1972: Galgentoni (TV)
- 1973: Der Kommissar – (Folge 57: Das Komplott) (TV-Serie)
- 1974: Der Kommissar – (Folge 69: Ein Anteil am Leben) (TV-Serie)
- 1974: Tatort – 3:0 für Veigl  (TV-Reihe)
- 1975: Hahnenkampf (TV)
- 1975: Der Komödienstadel – Der Bauerndiplomat (TV)
- 1975: Derrick – (Folge 14: Der Tag nach dem Mord) (TV-Serie)
- 1976: Tatort – Kassensturz (TV-Reihe)
- 1977: Der Alte – (Folge 4: Toccata und Fuge) (TV-Serie)
- 1979: Die Farbe des Himmels (Fernsehfilm)
- 1980: Der Alte – (Folge 41: Mord nach Plan) (TV-Serie)
- 1981: Der Alte – (Folge 50: Bis daß der Tod uns scheidet) (TV-Serie)
- 1982: Der Alte – (Folge 56: Tod eines Aussteigers) (TV-Serie)
- 1982: Meister Eder und sein Pumuckl – Pumuckl in der Schule (TV-Serie)
- 1983: Die Schaukel
- 1986: Tatort – Riedmüller, Vorname Sigi (TV-Reihe)
- 1986: Polizeiinspektion 1 – Bodo's exklusive Automobilunion (TV-Serie)
- 1987: Tatort - Pension Tosca oder Die Sterne lügen nicht (TV-Reihe)
- 1987: SOKO 5113 – Der vierte Mann (TV-Serie)
- 1991: Wildfeuer
- 1992: Das kleine Gespenst (Stimme)

## Hörspiele (Auswahl)
- 1976: Rolf und Alexandra Becker: Dickie Dick Dickens & Co. - Verbrich mir nichts - Fünfte Staffel (Alle sechs Folgen) (2. Sprecher) - Regie: Peter M. Preissler (Original-Hörspiele – BR)